# Лундберг, Фред Бёрре
Фред Бёрре Лундберг (норв. Fred Børre Lundberg; род. 25 декабря 1969 года, Хаммерфест, Норвегия) — норвежский двоеборец, двукратный олимпийский чемпион, трёхкратный чемпион мира, победитель Кубка мира по двоеборью.

## Карьера
Первые успехи в двоеборье пришли к Фреду Бёрре Лундбергу ещё на юниорском уровне — на Чемпионате мира среди юниоров-1989, проводимом в норвежском Хамаре вместе с товарищами по команде он завоевал чемпионский титул в эстафете 3x10 км.
Дебютировал спортсмен в Кубке мира 19 января 1990 года в Мурау, где сразу занял 2-е место в гонке по системе Гундерсена. Через месяц, 10 февраля молодой норвежец одержал свою первую победу на этапе Кубка мира — на токсовском трамплине в пригороде Ленинграда.
В 1991 году на Чемпионате мира по лыжным видам спорта в Италии Лундберг стал чемпионом мира в индивидуальном гундерсене на 15 км. А также показав ровные результаты в течение всего сезона спортсмен стал обладателем Большого хрустального глобуса.
Дебютными Олимпийскими играми стали соревнования на аренах Альбертвиля. Вместе с товарищами по сборной Норвегии Фред Бёрре показал второй результат и получил серебряную медаль в командном первенстве.
На Чемпионате мира 1993 года в Фалуне норвежская команда завоевала серебряную медаль в эстафете.
Самый крупный успех пришёл к Лундбергу на домашней Олимпиаде в Лиллехаммере. В командных состязаниях скандинавы заняли второе место, уступив японцам чуть менее пяти минут, а в личном первенстве он стал олимпийским чемпионом, победив японца Таканори Коно и соотечественника Бьярте Энгена Вика.
В 1995 на Чемпионате мира в канадском Тандер-Бэй норвежец выиграл свою вторую золотую медаль в индивидуальных соревнованиях, а также как и на Олимпиаде получил в свою коллекцию серебро командного первенства.
В 1997 году он стал трёхкратным чемпионом мира, выиграв эстафету.
На Олимпиаде в Нагано (1998 год) Фред Бёрре завоевал вторую золотую медаль главных соревнований четырёхлетия: в командных состязаниях норвежцы были третьими после прыжковой части, но в лыжных гонках им не было равных и они опередили сборную Финляндии больше чем на минуту. Также в 1998 году спортсмен был удостоен Холменколленской медали, вручаемой за особые заслуги на международных спортивных аренах.
На следующем после Олимпиады чемпионате мира в австрийском Рамзау в эстафете норвежцы уступили финнам и стали вторыми.
В марте 2000 года Фред Бёрре Лундберг завершил спортивную карьеру. За 10 лет в спорте он победил на девяти этапах Кубка мира и выиграл все крупные титулы двоеборья.

## Личная жизнь
Лундберг — партнёр прославленной лыжницы Марит Бьёрген. 25 декабря 2015 года у пары родился первый сын, 23 марта 2019 года у пары родился второй сын.